# زهره داود
زهره داود نخستین دختر افغانستانی است که در سال ۱۹۷۲ به عنوان دختر زیبای سال برگزیده شد.
زهره در سال ۱۹۵۴ در مزار شریف زاده شده است. او دختر یکی از ارتشبدان (ژنرال‌های) محمد ظاهر شاه است که در رشته جراحی در آمریکا تحصیل کرده بود.
زهره که در ۱۸ سالگی دختر شایسته افغانستان شد، به زودی در میان هنرمندان و هنرپیشگان کابل نام‌آور شد و کار خود را در بخش رادیو و تلویزیون آغاز کرد. با شرکت در برنامه‌های مسابقات ذهنی و اخبار، به یکی از محبوب‌ترین چهره‌ها در میان شهروندان کابل تبدیل شد. در آن حین با خانوادگان سیاست‌مداران و طبقات بالای کابل و ستارگان هنری از جمله احمد ظاهر دوست صمیمی شد.
وی پس از گزینش به عنوان دختر شایسته (میس افغانستان) با محمد داود ازدواج کرد و برای سپری کردن ماه عسل به آمریکا مسافرت کردند.
یک سال پس از دخالت نظامی شوروی به خاک افغانستان، زهره با شوهر و فرزندش میهن را ترک کرد.
مقدار کمی با زبان انگلیسی آشنایی داشت، ولی چون در رشتهٔ ادبیات فرانسوی در دانشگاه کابل تحصیل کرده بود، قدری فرانسوی می‌دانست و ازین رو در یک نانوایی فرانسوی در ریچموند استخدام شد.
شوهرش با وجود داشتن مدرک خلبانی کار خود را در یک رستوران مک دونالدز آغاز کرد و سپس راننده تاکسی شد.
زهره و شوهرش در دوره‌های شبانهٔ زبان انگلیسی شرکت کردند، پروازهای تمرینی، دادن امتحان، تماس‌های جدید، وظایف تازه بخش دیگری از کارهای بعدی این خانواده را تشکیل می‌دهد. آنها اکنون در ویلای خود در مَلیبو واقع در کالیفرنیا زندگی می‌کنند.
زهره پروژه‌ای به نام «زنان برای زنان افغانستان» را در سال ۲۰۰۱ بنیاد نهاده است. هدف از تأسیس این سازمان تأمین و گسترش حقوق زنان افغان است. وی در مورد شتاب در اجرای الگوهای غربی در افغانستان هشدار می‌دهد و آن را منبع بروز تنش می‌داند.
وی برای صلح، امنیت، ثبات اقتصادی و احترام به حقوق زنان با حفظ سنت‌های پسندیده افغانی کوشش می‌کند.